# ウムクラップ散乱

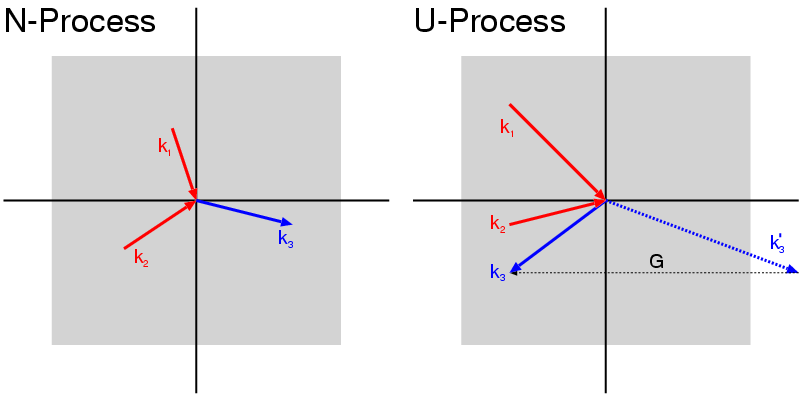
通常過程（N過程）およびウムクラップ過程（U過程）。 N過程は全フォノンの運動量を保存するが、Uプロセスはフォノンの運動量が保存しない。

第1ブリルアンゾーン（赤色）を超えるkベクトルは、第1ブリルアンゾーンにおけるkベクトル（黒色）より多くの情報は伝えない。

ウムクラップ散乱（ウムクラップさんらん、英: Umklapp scattering、U散乱、U過程）とは、フォノン散乱において、フォノン間で運動量保存が成り立たない散乱のこと。
一方でフォノン間で運動量が保存される散乱のことを正常散乱（英: Normal scattering, N散乱、N過程）という。
ウムクラップ散乱は、デバイ温度よりも高い温度で頻繁に起こる。